# 乾草叉起義
乾草叉起義（俄语：Вилочное восстание），也被稱為黑鷹起義（俄语：Восстание «Чёрного орла»），是今天韃靼斯坦共和國東方和巴什科爾托斯坦共和國西方反抗蘇聯戰時共產主義徵糧政策的農民起義。
在1920年2月4日開始在烏法省，當地農民試圖反抗徵糧，當他們拒絕放棄他們的農產品軍方抓走一些村民，農民要求釋放人質但被拒絕了引發起義。
2月9日-10日，蘇聯在當地代表被打死，他們的口號是「打倒共產黨和內戰，制憲大會萬歲！」
農民軍被稱為黑鷹，他們大概50,000人，然而他們只配備乾草叉，斧頭，和鐵鍬。但契卡用重機槍和火砲攻擊他們。過幾天（1920年3月中旬）數千名叛亂分子被打死，數百個村莊被燒毀。
傷亡數約為蘇聯軍隊800人和農民起義軍3000多人。